# مرحله پلی آف مقدماتی لیگ قهرمانان آسیا ۲۰۱۳
پلی آف مقدماتی لیگ قهرمانان آسیا ۲۰۱۳ در ۹ و ۱۳ فوریه ۲۰۱۳ برگزار شد تا سه سهمیه از ۳۲ سهیمه در مرحله گروهی تعیین شود.

## قرعه‌کشی
قرعه‌کشی مرحله پلی آف مقدماتی در تاریخ ۶ دسامبر ۲۰۱۲، ساعت ۱۶:۰۰ به وقت یوتی‌سی ۸:۰۰+، در ساختمان ای‌اف‌سی در کوالا لامپور، مالزی برگزار شد.
شش تیم زیر (چهار تیم از منطقه غرب، دو تیم از منطقه شرق) در قرعه‌کشی مرحله پلی آف مقدماتی قرار گرفتند:
| منطقه غرب - صبای قم - النصر - الشباب العربی - لوکوموتیو تاشکند | منطقه شرق - بریزبن رور - بوریرام یونایتد |

## فرمت
هر مسابقه به صورت تک‌بازی برگزار می‌شد و در صورت لزوم از وقت اضافه و ضربات پنالتی برای تعیین برنده استفاده می‌شد. برندگان هر مسابقه به مرحله گروهی راه می‌یافتند تا به جمع ۲۹ تیم راه یافته به مرحله گروهی بپیوندند.

## مسابقات
| تیم ۱           | نتیجه             | تیم ۲            |
| منطقه غرب       | منطقه غرب         | منطقه غرب        |
| --------------- | ----------------- | ---------------- |
| صبای قم         | ۱–۱ (و.ا) (۵–۳ پ) | الشباب العربی    |
| النصر           | ۳–۲               | لوکوموتیو تاشکند |
| منطقهٔ شرق       |                   |                  |
| بوریرام یونایتد | ۰–۰ (و.ا) (۰–۳ پ) | بریزبن رور       |

نکات
- در قرعه‌کشی اولیه، امتیاز میزبانی به بریزبن رور داده شد، اما بعداً به دلیل تغییر زمان مسابقه از تاریخ اصلی، طبق توافق بین دو تیم، این مسابقه به میزبانی بوریرام یونایتد تغییر یافت.[۳]

### منطقه غرب
| صبای قم                               | ۱–۱ (و.ا.) | الشباب العربی                         |
| ------------------------------------- | ---------- | ------------------------------------- |
| رزاقی‌راد ۴'                           | Report     | زاهی ۸۹'                              |
| ضربات پنالتی                          |            |                                       |
| بختیاری‌زاده · اسلامی · فلاح · رضائیان | ۳–۵        | ادگار · ابراهیم · سیل · مسعود · مرزوق |

| النصر                                            | ۳–۲    | لوکوموتیو تاشکند           |
| ------------------------------------------------ | ------ | -------------------------- |
| موریموتو ۳۰' · فردان ۷۸' · لئو لیما ۸۹' (پنالتی) | Report | کارپنکو ۷۱' · خولماتوف ۷۶' |

### منطقه شرق
| بوریرام یونایتد          | ۰–۰ (و.ا.) | بریزبن رور          |
| ------------------------ | ---------- | ------------------- |
|                          | Report     |                     |
| ضربات پنالتی             |            |                     |
| اسمار · چاپویس · ماکاروم | ۳–۰        | برویچ · بریشا · میر |